# Opowiem wam jej historię
Opowiem Wam Jej historię − trzeci singiel promujący płytę Łez pt. W związku z samotnością. Autorem tekstu i kompozytorem jest Adam Konkol, a wykonawcami: Arkadiusz Dzierżawa, Adam Konkol, Dawid Krzykała, Rafał Trzaskalik i Anna Wyszkoni.
Do utworu nakręcono teledysk koncertowy.